# 何煖軒
何煖軒（1953年1月5日—），臺灣新竹人，中央警官學校（今中央警察大學）畢業、美國明尼蘇達大學碩士、中華大學博士，曾任北市警察局消防大隊中隊長、臺北市議會議長張建邦總務主任，隨後任交通部參事及公關主任，升高公局長；歷任高鐵局長、台鐵局長、中華郵政董事長，後升交通部次長。2016年6月，受桃園市市長鄭文燦推薦下，何煖軒由桃園捷運公司董事長轉任公股投資的華航集團董事長至2019年4月，因長榮罷工事件離職。現任仰德集團總顧問。何煖軒也任台北市航空運輸商業同業公會(TAA)理事長，另外也在中央警察大學、國立陽明交通大學、中國文化大學、開南大學、中華大學兼課任教。

## 生平
1992年，何煖軒受當時和新國民黨連線有諸多恩怨的交通部部長簡又新找來接任交通部公關主任，以和緩交通部與立法院的關係。
1999年，時任高公局局長何煖軒指出，為紓解高速公路因收費造成的交通擁塞，縮短用路人旅行時間，高速公路局除了在民國九十年一月在高速公路全線使用電子收費，並計畫「走多少、收多少」按行駛里程多少，以匝道收費方式替代收費站收費，以合乎「使用者付費」的公平理念。
2007年，《台鐵通訊》曾評人稱「鐵腕局長」的代理局長何煖軒是令台鐵員工印象深刻的局長，在職短短的八個月徹底顛覆了台鐵的傳統倫理觀念與作法，影響深遠。
2014年12月，何煖軒進入桃園市鄭文燦市府，任桃園捷運公司董事長，其後由劉坤億接替其職務。
2016年6月，因空服員罷工事件，交通部長賀陳旦原本希望前華航董事長江耀宗回鍋；但考慮諸多因素，最後在行政院院長林全拍板下定案，何煖軒接任華航董事長。6月24日，何煖軒讓2016年華航空服員罷工事件落幕；在落幕前，何煖軒已先換掉華航資深客運副總董孝行，改由臺灣航勤董事長張揚接任。。
何煖軒進入華航進行人事改革還爆發監委關說疑雲案外案，在6月24日因華航空服員罷空事件，臨危受命，接任董事長，與空服員工會經過談判，取得共識，讓罷工事件落幕後，即陸續進行公司內部人事調整，上任約兩個月，發布25位異動主管名單，其中，地勤服務處副總俞智調任青島辦事處總經理，中國時報曾報導，俞智擔任監委的妻子林雅鋒在獲知俞智有此人事調任前，曾透過監院高層向交通部長賀陳旦表示關切，希望擋下此案；但賀陳旦表示，尊重華航人事決策權，未加干涉。華航在1日發布人令後，俞智以心情沉重為由，自請退休。中國時報引述不具名消息，據了解，林雅鋒透過監院高層向賀陳部長表達關切之意，希望賀陳旦要求何煖軒勿做此人事調動。但賀陳認為，應該尊重華航董座何煖軒的人事決定。中國時報報導，林雅鋒曾在2014年8月任監委後，對何煖軒及前交長林陵三提出彈劾。
2016年9月，何煖軒表示，上級從未要求公司更名。2017年間，何煖軒積極在客運、貨運、維修市場佈局，開發電商零售，帶領華航營收創新高，本業獲利近增四倍，華航集團旗下台灣虎航首度轉虧為盈。
2018年10月，華航14架A350-900全數到位，何煖軒帶領華航團隊喜迎與空巴聯名彩繪機，雖今年度國際油價持續走高，但全年依舊穩定獲利，且透露華航正式成為法國空巴（AIRBUS）維修聯盟成員，與美國NORDAM航太集團合作，合資成立複合材料維修廠「諾騰亞洲」(NORDAM Asia Limited.)，未現階段華航的航太維修事業僅佔公司營收比重10%，未來可擴大至40%，來航太維修事業將成為挹注華航獲利的一大動能。另也積極布局華航歐洲航線，提供商務客及觀光客有不同的新選擇。
2019年2月，華航機師發動罷工，使何煖軒受到批評；4月，遭到撤換，改由華航總經理謝世謙接任。

## 事蹟
過去何煖軒曾全面推動騎機車戴安全帽以及強制規定繫安全帶的措施，讓車禍的死亡率出現明顯下降趨勢，而這些改革方案也是他最有成就感的地方。
何煖軒也曾被新竹中學校友會刊
譽為台灣一日生活圈的重要推手，由當年校友文中提到何煖軒警官學校出身，公務員生涯長達四十年，大部分在交通部，在高公局長及高鐵局長服務的時間最長，而這兩個重要職務是他人生最大的付出，也讓他對台灣的交通建設有著極大的的貢獻。
何煖軒擔任高公局長（1997 年 8
月～ 2002 年 7 月）期間，為解決高速公路塞車的問題，規劃拓寬部份路段、
建設高架公路、建立機場和市區公路網、建立第二代交控系統、電子收費及
春節期間、連續假期交通管制措施，使
得高速公路能夠保持道路暢通，提供用
路人更快捷的服務，任內建立高速、快
速公路網，讓人民更感便利。尤其新竹
科學園區交流道的大幅改善，令園內的
科技廠商及工作人員感念不已。
在中二高趕工興建時，何煖軒因
食道長腫瘤開刀住院，尚未完全康復即
出院趕赴到中二高及擴寬工程現場帶病監工，令人感佩。
何煖軒任職交通部期間也參與台灣高鐵規劃，見證高鐵從無到有，經常親自上山下海履勘，並赴日本無數次，協調高鐵技術上及財務上的問題、為各界作簡報釋疑，他主持無數次高鐵督導會議，並吃了三百多個便當，對履勘、試營運及財務的所有缺失逐項檢討改進，並達到一個月試營運零事故的要求，使得高鐵通車能讓大家放心搭乘，並扛住在野黨國會議員的指責與疑慮，終於在 2007 年 1 月 5 日安全完成通車，建立了高速鐵路運輸網。事實證明：自2007 年通車以來，一切都順暢運作，快速、安全及便捷、舒適的服務受國人信賴，很快就承擔南
北快速運輸的重
任，使台灣邁入一日生活圈的新樣態。
在 2011 年中華民國建國百年的慶祝活
動中，中華工程協會辦了一場網路票選
台灣百大建設的活動，結果台灣高鐵從
百大建設中脫穎而出榮獲冠軍。

## 爭議
2000年，當時擔任高公局長的何煖軒，因幫罹癌女兒請外傭，被控接受五目公司負責人陳進財代付外傭薪水十七個月，涉嫌收賄近新臺幣三十三萬元，最後判決無罪定讞。。
2015年2月，桃園機場捷運BOT案遭監察委員調查，監委認定何煖軒涉官商勾結導致政府損失新臺幣9億多元保證金，何煖軒與前交通部部長林陵三同被彈劾，後續公懲會認為無相關情事，認定不懲戒。
2016年中華民國總統選舉期間，國民黨議員楊朝偉、萬美玲、魯明哲及舒翠玲指控時任桃園捷運公司董事長何煖軒11次使用桃捷公司公務車前往民進黨總統候選人蔡英文全國競選總部參加輔選會議，告發他貪污罪與違反行政中立；並對桃園市長鄭文燦的縱容何煖軒與差別對待為國民黨站台的蘆竹區區長褚春來於假日參加國民黨立委候選人陳根德競選總部活動，狀告鄭文燦瀆職。
- 2019年中華航空機師罷工事件

## 興趣
2006年，何煖軒擔任交通部次長時接受媒體專訪表示，自己是個工作狂，向來給人嚴肅的感覺，殊不知他私底下是個風趣的人，身材壯碩的他，多年前在擔任高公局長時因食道上長了一顆腫瘤，動了大手術，住院住20幾天，但一出院就馬上回工作崗位。他的養生之道「吃得簡單，但是運動是一定要的啦！」
2018年10月，何煖軒接受蘋果日報專訪，平日靠著運動紓解壓力，每天6點晨跑數十年如一日，練就強健的體魄。談及交通運輸產業勞資爭議，最重要的就是解決問題，帶給社會及大眾正向發展，也希望政府應針對罷工修訂相關法規，保障消費者的權益，呼籲同為交通運輸業的夥伴理性溝通，對於媒體不實的報導，何煖軒感嘆地表示，交通產業的假新聞受害者始主為己，抹黑、造謠樣樣來，累積了這些經驗，也讓他擁有的更多，現已豁達來看待，亦持續帶領華航集團積極發展航太維修及電商，成果豐碩可望開花結果。

## 外部連結
| 中華民國政府職務 | 中華民國政府職務                                       | 中華民國政府職務 |
| ---------------- | ------------------------------------------------------ | ---------------- |
| 行政院           |                                                        |                  |
| 前任： 歐輝政    | 高速公路局局長 第七任 1997年8月21日－2002年7月24日     | 繼任： 梁 樾     |
| 前任： 廖慶隆    | 高速鐵路工程局局長 第二任 2002年7月25日－2005年8月28日 | 繼任： 吳福祥    |
| 前任： 徐達文    | 臺灣鐵路管理局局長 代理 2006年3月31日－2006年11月13日  | 繼任： 陳峰男    |